# Tijana Zinajić
Tijana Zinajić, slovenska gledališka in filmska režiserka ter igralka, * 15. december 1973.
Študirala je gledališko režijo na Akademiji za gledališče, radio, film in televizijo v Ljubljani. Režirala je v različnih slovenskih gledališčih, veliko pa je ustvarjala tudi v zunajinstitucionalnih gledališčih. Igrala je tudi v filmih, nadaljevankah in gledaliških predstavah.

## Zasebno
Je mati štirih otrok. Tri sinove ima z bivšim partnerjem, igralcem Matijo Vastlom, najmlajšo hčer pa z režiserjem Gregorjem Andolškom.

## Filmografija
| Leto | Naslov                             | Vloga/-e | Igralec/-ka | Režiser/-ka | Scenarist/-ka | Producent/-ka | Opombe                                                      |
| ---- | ---------------------------------- | -------- | ----------- | ----------- | ------------- | ------------- | ----------------------------------------------------------- |
| 2003 | Pod njenim oknom                   | Meta     | Da          |             |               |               |                                                             |
| 2014 | Zgodbe iz sekreta                  | Azra     | Da          | Da          | Da            | Da            | režiser, scenarist in producent je bil tudi Gregor Andolšek |
| 2022 | Prasica, slabšalni izraz za žensko | /        |             | Da          |               |               |                                                             |